# Phyllanthus benguelensis
Phyllanthus benguelensis är en emblikaväxtart som beskrevs av Johannes Müller Argoviensis. Phyllanthus benguelensis ingår i släktet Phyllanthus och familjen emblikaväxter.
Artens utbredningsområde är Angola. Inga underarter finns listade i Catalogue of Life.